# Sedum henrici-roberti
Sedum henrici-roberti är en fetbladsväxtart som beskrevs av R.-hamet. Sedum henrici-roberti ingår i Fetknoppssläktet som ingår i familjen fetbladsväxter. Inga underarter finns listade i Catalogue of Life.